# 나라하라 요시키
나라하라 요시키(일본어: 楢原 慶輝, 2004년 4월 7일~)는 일본의 축구 선수이다.

## 구단 경력
그는 2022년 J1리그의 사간 도스에 입단했다. 2024년후 J2리그에 강등했다.